# 케이난
케이난(K'naan)은 소말리아 출신의 캐나다인으로 시인, 래퍼이자 힙합 뮤지션이다. 케이난은 소말리아어로 여행자라는 뜻을 가진다. 특유의 가사과 음악성으로 주목을 받기 시작했고 코카콜라가 2010년 남아프리카 공화국 FIFA 월드컵 홍보를 위한 주제곡으로 본인 노래의 Wavin' Flag의 리믹스 버전을 채택하여 더욱더 세계적인 관심을 받고 있다. 또한 미국의 팝 록 밴드 마룬 5의 보컬 애덤 리바인이 Bang Bang을 피처링하여 이슈가 되었다.

## 디스코그래피
- 2004: My Life Is a Movie
- 2005: The Dusty Foot Philosopher (BMG Music)
- 2007: The Dusty Foot on the Road (Wrasse Records)
- 2009: Troubadour (A&M/Octone)
- 2012: Country, God or the Girl (A&M/Octone)